# Sundbyberg
Sundbyberg je název města a současně stejnojmenné samosprávné obce (municipality) v kraji Stockholm na východě Švédska. Nachází se těsně u severního okraje hlavního města Stockholmu. Obec je součástí Stockholmské aglomerace. Východně od Sundbybergu se rozkládá město Solna a stejně jako Solna má výhradně městský charakter (100 procent obyvatelstva žije v urbanizovaných oblastech), dokonce je to municipalita s nejvyšší hustotou zalidnění ve Švédsku.
Sundbyberg vznikl v roce 1888 oddělením od města Bromma, která se rozkládalo západně až jihozápadně, ale Bromma mezitím již ztratila status samostatného města a samosprávné obce, nyní je součástí (čtvrtí) Stockholmu. V roce 1927 Sundyberg získal statut města a v roce 1949 k němu byly připojeny části území patřící Solně a města Spånga, které v tomto roce také ztratilo status samostatné obce a bylo připojeno ke Stockholmu. V roce 1971 bylo navrženo spojit území samosprávných obcí Solna a Sundbyberg v jeden územně-správní celek, ale nikdy k tomu nedošlo. Sundbyberg tak s rozlohou 8,77 kilometrů čtverečních (vč. vodních ploch) zůstává vůbec nejmenší samosprávnou obcí ve Švédsku a Solna je třetí nejmenší.

## Historie
Území dnešního Sundbybergu dlouho byla převážně jen zemědělská půda malé hodnoty, později byly zemědělské usedlosti využívané jako letní sídlo bohatými občany z nedalekého Stockholmu. V roce 1863 téměř celé území zakoupil podnikatel Anders Petter Löfström, včetně oblasti Duvbo, kde začal stavět domy. Od roku 1870 začal též rozvoj průmyslu, byla postavena železnice a různé služby. A. P. Löfström posléze věnoval municipalitě všechnu půdu nezbytnou pro výstavbu cest, ulic, parků, škol, kostela a dalších veřejných budov.
V roce 1888 vznikla oddělením od tehdy ještě samostatné obce Bromma municipalita Sundbyberg, která v té době měla 1133 obyvatel. Obec tehdy zaujímalo jen oblast dnešního centra Sundbybergu. V počátcích byl Sundbyberg znám pro své pivo, temperamentní politické diskuse a blátivé ulice, které byly v noci nebezpečné. Vlaky v Sundbyberge zastavovaly, ale s velmi malou frekvencí. Až v roce 1910 byla tramvajová trať ze Stockholmu a Råsundy prodloužena k hranicím obce a teprve v roce 1928 do centra Sundbybergu. Tato tramvajová trať byla v provozu do roku 1959.
V 1946 obec (která v té době měla přibližně 15 000 obyvatel), zakoupila oblast Storskogen, první domy v této oblasti byly dokončeny v roce 1952. Mezitím, v roce 1949 zanikla Spånga jako samostatná obec, část jejího území byla přičleněna ke Stockholmu, zatímco čtvrti Duvbo a Ursvik byly připojeny k Sundbybergu. Ve stejná době byla k Sundbybergu připojena i oblast Lilla Alby, která původně patřila k území obce Solna. V té době centrum Sundbybergu začalo ztrácet svůj průmyslový charakter. Od 50. let (výstavba čtvrti Storskogen) byla v každém dalším desetiletí postavena nejméně jedna nová obytná čtvrť, např. v 60. letech to byly čtvrti Ör a Hallonbergen. Současně sem byla prodloužena tzv. modrá linka metra (švédsky Stockholms tunnelbana). V 70. letech 20. století vznikla čtvrť Rissne a současně linka metra, která kromě čtvrti Rissne zajišťuje také dopravní obslužnost středu města a čtvrti Lilla Alby. V 80. letech to byla čtvrť Brotorp a okolo roku 2000 Stora Ursvik.

## Ekonomika
V Sundbybergu žije přibližně 50 000 obyvatel, které vytváří asi 20 000 domácností. Je politikou radnice vytvořit pracovní příležitost pro aspoň jednoho člena každé domácnosti, kterých tak v roce 2015 bylo kolem 23 000. Na rozdíl od většiny obcí ve stockholmské aglomeraci, Sundbyberg není jenom „příměstská noclehárna“, odkud lidé dojíždí za prací do Stockholmu. naopak část lidí jezdí pracovat do Sundbybergu ze Stockholmu nebo jiných blízkých příměstských lokalit. Míra nezaměstnanosti ve městě se dlouhodobě drží okolo průměru kraje Stockholm a je tedy obecně nižší než celošvédský průměr.
Do druhé světové války se v Sundbybergu rozšiřovali hlavně různé průmyslové aktivity a většina zaměstnanců byli dělníci, ale od 40. let 20. století zde průmyslových aktivit začalo ubývat až téměř úplně vymizely. V současnosti zde dominuje sektor služeb, svou roli sehrálo také rozšiřování plochy samotného Stockholmu a zlepšená veřejná doprava. Mezi nejrozšířenější profese v Sundbybergu patří (v tomto pořadí): IT vývojáři a specialisté, bankéři, pracovníci human relations, sekretářky, obchodní prodejci, účetní, prodavačky, řidiči, učitelé, pracovníci v oblasti financí a daní.
Na rozdíl od většiny příměstských oblastí Stockholmu, Sundbyberg má opravdové centrum města s celou řadou pěkných obchodů a další infrastrukturou a je tak na Stockholmu do značné míry nezávislý. Další menší koncentrace obchodů se vyskytuje u stanic metra Rissne a Hallonbergen.

## Obyvatelstvo

### Vývoj počtu obyvatel
| 1970 | 28 085 |
| 1975 | 26 995 |
| 1980 | 25 717 |
| 1985 | 28 516 |
| 1990 | 31 308 |
| 1995 | 31 803 |
| 2000 | 33 868 |
| 2005 | 34 016 |
| 2010 | 38 633 |
| 2015 | 46 110 |
| 2020 | 52 669 |
| Zdroj: SCB - Folkmängd efter region och år a SCB - Folkmängd i riket, län och kommuner 30 september 2020 och befolkningsförändringar 1 juli - 30 september 2020. Totalt. |        |

### Struktura obyvatelstva
K 31. prosinci 2017 činil počet osob zahraničního původu (narozených mimo Švédsko nebo oba rodiče narození v cizině) 20 229 z 49 424, tedy 40,93 % populace (v roce 2002 tento podíl činil pouze 25,24 % populace).
| Čtvrť                | Obyvatel (2019) | Plánovaná výstavba 2020–2034 | Vyšší vzdělání: podíl ve věku 20-64 (2018) | Cizí původ (2010) |
| -------------------- | --------------- | ---------------------------- | ------------------------------------------ | ----------------- |
| Stora Ursvik         | 2 306           | 4 900                        | 59 %                                       | 20 %              |
| Lilla Ursvik         | 1 088           | 0                            | 59 %                                       | 20 %              |
| Brotorp/Järvastaden  | 2 172           | 0                            | 59 %                                       | 20 %              |
| Rissne               | 8 579           | 1 120                        | 37 %                                       | 50 %              |
| Hallonbergen         | 5 826           | 3 350                        | 30 %                                       | 67 %              |
| Ör                   | 6 550           | 920                          | 36 %                                       | 32 %              |
| Duvbo                | 2 217           | 0                            | 59 %                                       | 18 %              |
| centrální Sundbyberg | 14 505          | 1 310                        | 54 %                                       | 20 %              |
| Storskogen           | 3 062           | 125                          | 43 %                                       | 21 %              |
| Lilla Alby           | 5 966           | 205                          | 51 %                                       | 24 %              |
| Ostatní              | 143             | —                            | Švédsko: 44 %                              | Švédsko: 20 %     |

## Veřejná doprava

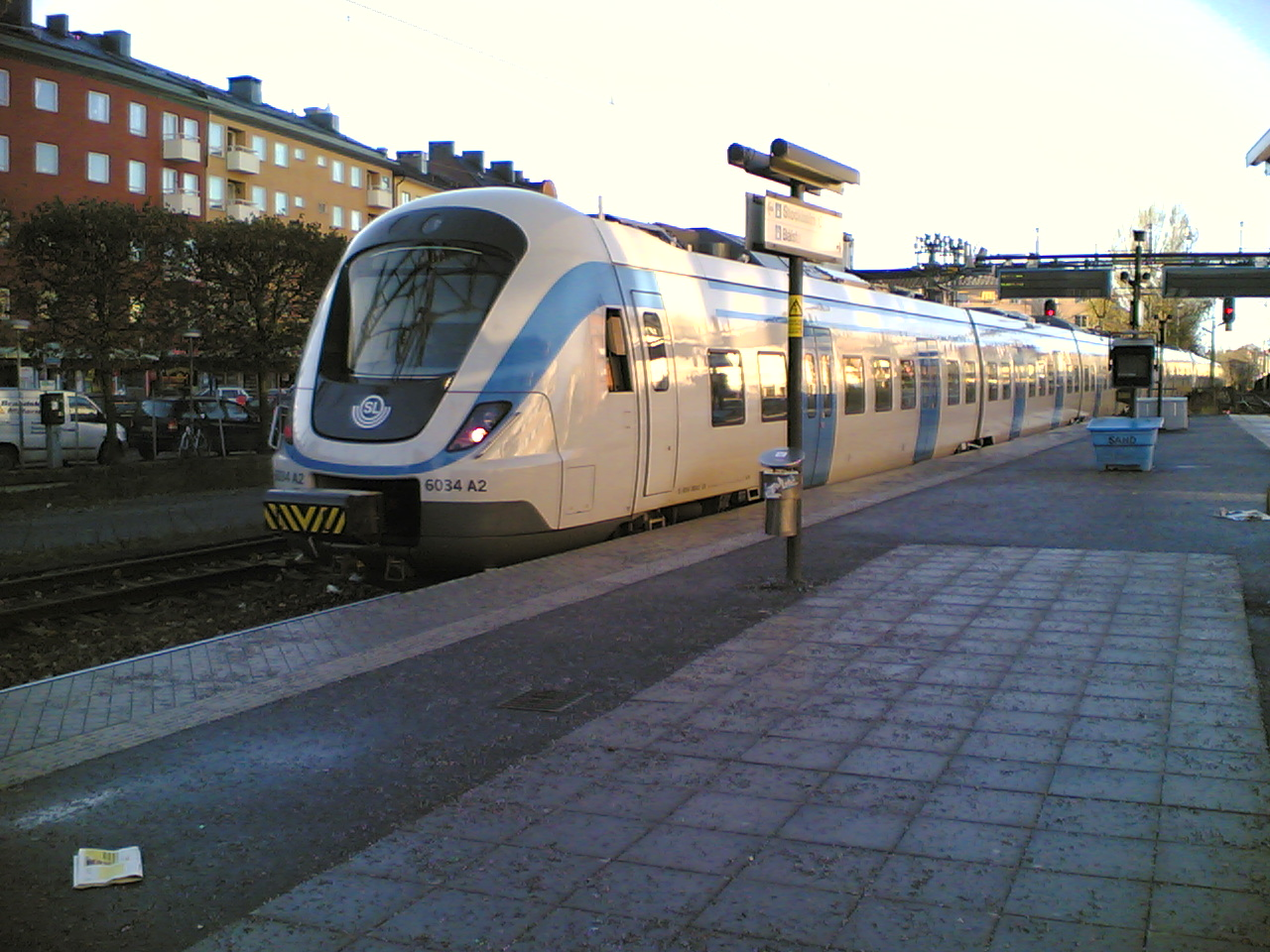
Stockholmská příměstská železnice: stanice Sundbyberg

Sundbyberg je součástí Stockholmské aglomerace, a proto je též součástí stockholmského dopravního systému. Mimo jiné zde vede jedna trať Stockholmské příměstské železnice (švédsky Stockholms pendeltåg) a nachází se zde několik stanic stockholmského metra (švédsky Stockholms tunnelbana) a hustá síť autobusových spojů (Storstockholms Lokaltrafik). Do roku 1959 zde jezdily také tramvaje. Tramvaje resp. lehká železnice (švédsky Tvärbanan) se vrátily po 54 letech, když byla v říjnu 2013 prodloužena trať ze stockholmské čtvrti Alvik přes Sundyberg až do sousedního města Solna. V roce 2018 začala výstavba druhé, severní trati Tvärbanan, která vede ze stockholmské čtvrti Ulvsunda do čtvrti Kista a v rámci Sundbybergu prochází městskými čtvrtěmi Rissne a Stora Ursvik.

## Kultura a pamětihodnosti

### Pamětihodnosti
Vzhledem k tomu, že Sundbyberg byl dlouho zemědělskou a poté do druhé světové války spíše průmyslovou oblastí, nemá (na rozdíl od sousední Solny, kde se nachází mimo jiné tři královské paláce) mnoha památek nebo architektonicky cenných budov. Kostel v Sundbybergu (švédsky Sundbybergs kyrka) je trojlodní bazilika ve stylu Art Nouveau, kterou navrhl švédský architekt Axel Sjögren (1877-1962). Návrh stavby byl částečně ovlivněn o trochu starším kostelem ve Stockholmu (Hjorthagskyrkan). Stavba započala v roce 1909 a slavnostně otevřen byl 4. června 1911. Kostel se nachází v centru města, na ulici Rosengatan 15 a patří švédské církvi. Za zmínku stojí skleněné vitráže (Olle Hjortzberg), vnitřní výzdobu kostela provedl Filip Månsson a Jose Samson.
Za zmínku dále stojí (stejně jako v celé stockholmské městské oblasti) architektonické a výtvarné řešení všech stanic metra, které se nachází na území samosprávné oblasti (viz např. obrázek stanice metra v Rissne ve fotogalerii níže).

### Literární zajímavost
V Sundbybergu a sousedním městě Solna se odehrává dějově významná část románu o zločinu Zmizelé hasičské auto švédské autorské dvojice Maj Sjöwallová, Per Wahlöö. Dobové reálie využívající právě to, že Sundbyberg i Solna jsou sice součástí stockholmské městské oblasti, ale nikoli samotného Stockholmu, tvoří podstatnou část důmyslně zkonstruované zápletky, kterou František Fröhlich (přeložil 5 těchto románů), považuje za jednu ze tří nejlepších v celé desetidílné sérii (vedle Záhady zamčeného pokoje a Nočního autobusu).

## Městské čtvrti

Schéma municipality Sundbyberg, jejích městských čtvrtí a okolí

Sundbyberg se skládá z následujících městských čtvrtí. Jejich vzájemná poloha v rámci samosprávné obce a okolní samostatná města nebo stockholmské čtvrtí jsou zakresleny na mapce.
- Brotorp
- Central Sundbyberg
- Duvbo
- Hallonbergen
- Lilla Alby
- Lilla Ursvik
- Kymlinge
- Rissne
- Stora Ursvik
- Storskogen
- Ör

## Sport
V Sundbybergu se nacházejí dva sportovní kluby:
- Sundbybergs IK: je fotbalový klub založený v roce 1893. V současnosti má kolem 3000 členů a kromě fotbalu celkem třináct sekcí, které dále zahrnují atletiku, hokej s míčkem, bowling, gymnastiku, floorball, házenou, orientační běh, plavání, lyžování (běh na lyžích a slalom), stolní tenis a oddíl všeobecné tělovýchovy.
- Storskogens SK: je fotbalový klub založený v roce 1956.

## Významné osobnosti
- Eva Brunneová: duchovní švédské církve. Od roku 2009 je stockholmskou biskupkou. Osm let působila v sundbyberské farnosti jako univerzitní kaplanka a biskupská poradkyně.
- Robert Lindstedt: švédský profesionální tenista a deblový specialista (finalista ve Wimbledonu) – narodil se v Sundbybergu.
- Alexander Milošević: srbsko-švédský fotbalový obránce, v seniorské kategorii reprezentuje Švédsko – narodil se v Sundbybergu.
- Rickard Rakell: je švédský hokejový útočník hrající v NHL – narodil se v Sundbybergu.

## Fotogalerie

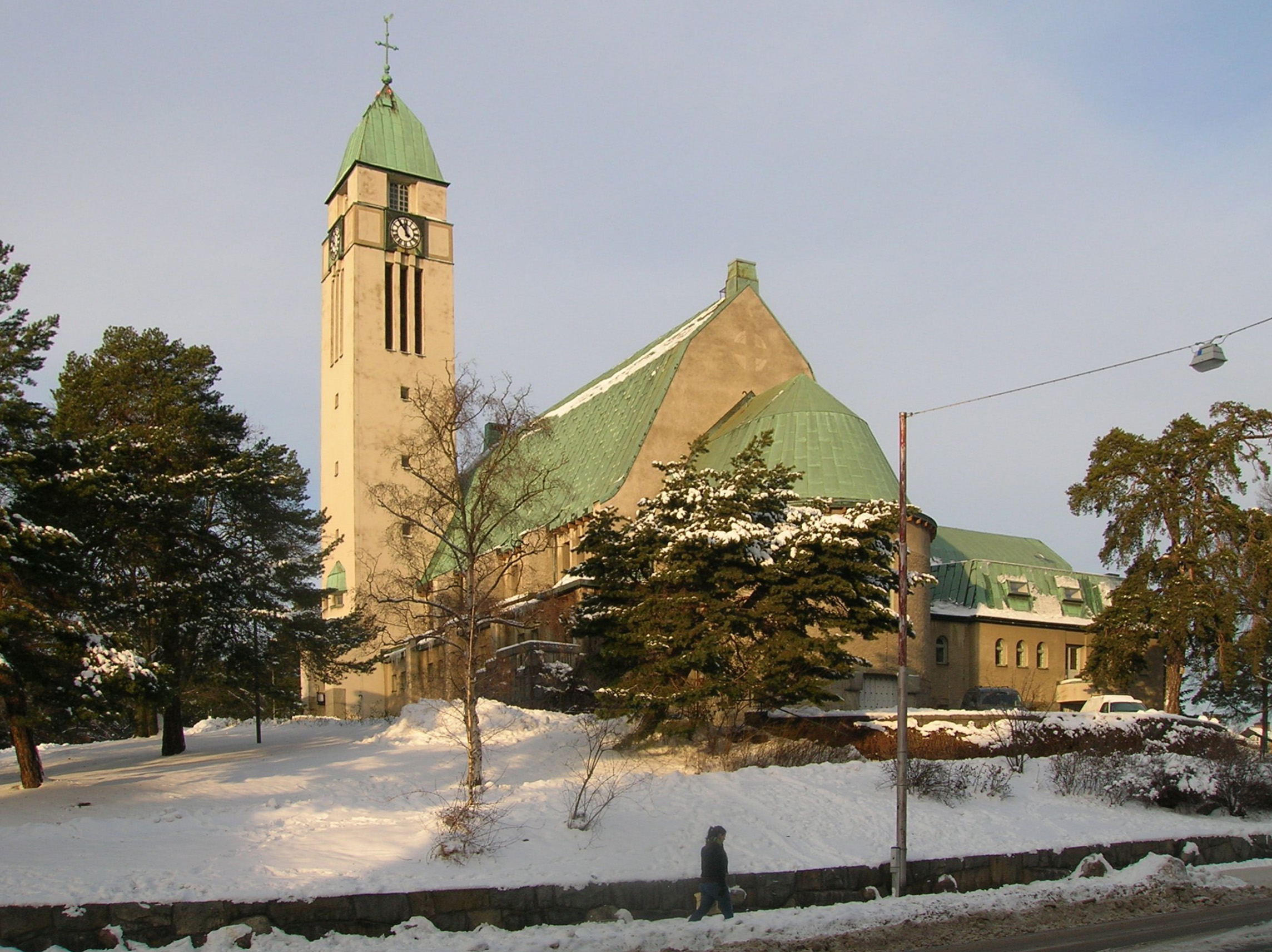
Secesní kostel z roku 1911
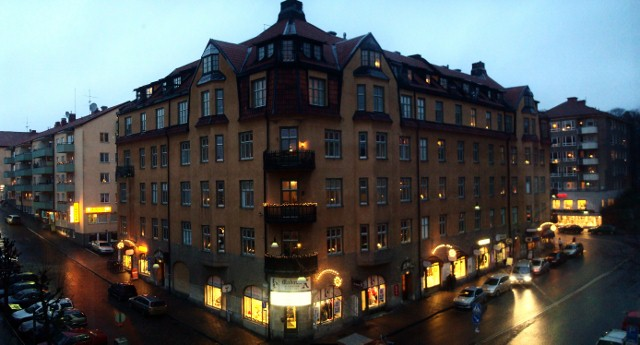
Činžovní domy v centru (1911)
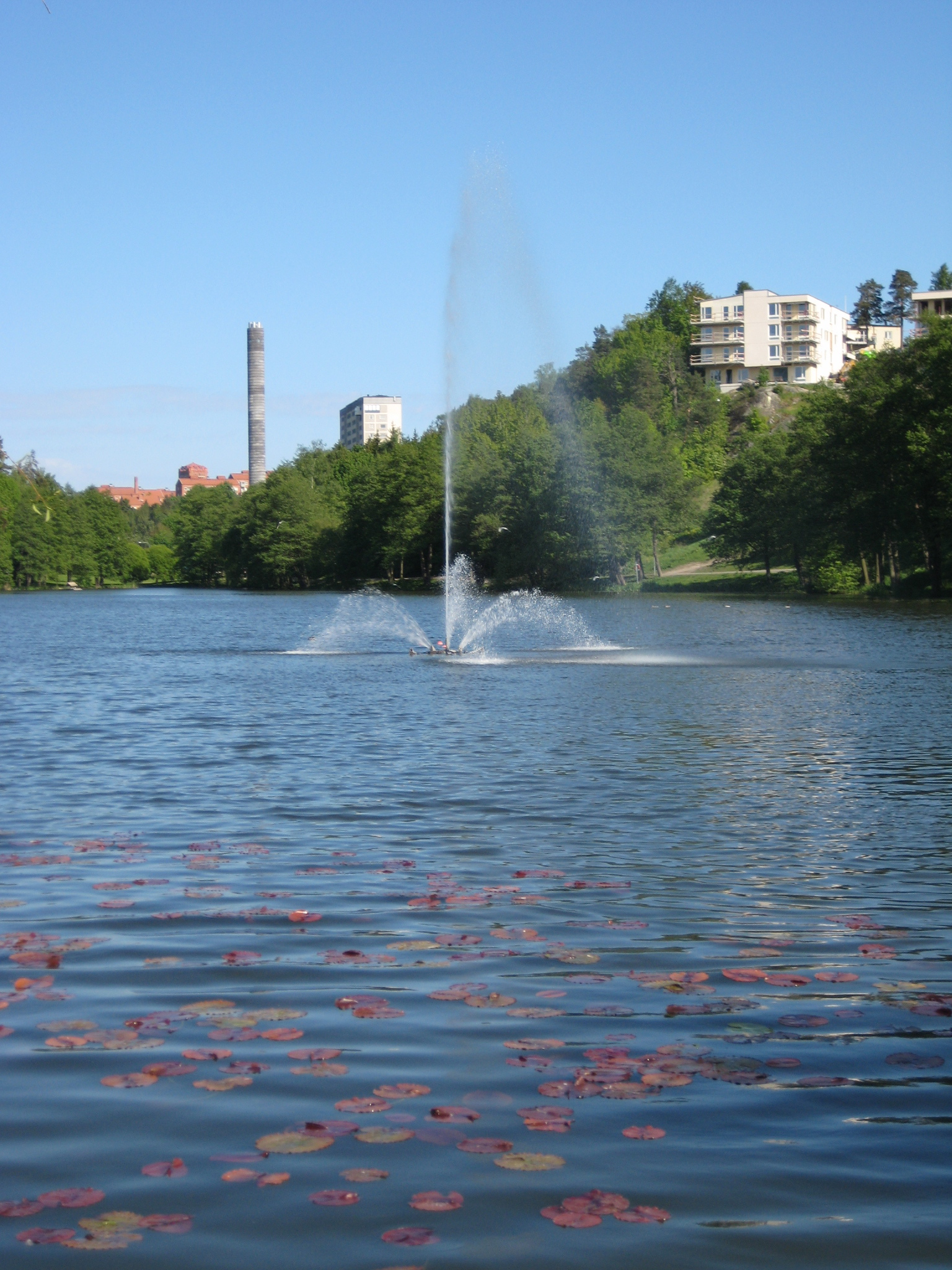
Lötsjön: jezero uprostřed municipality
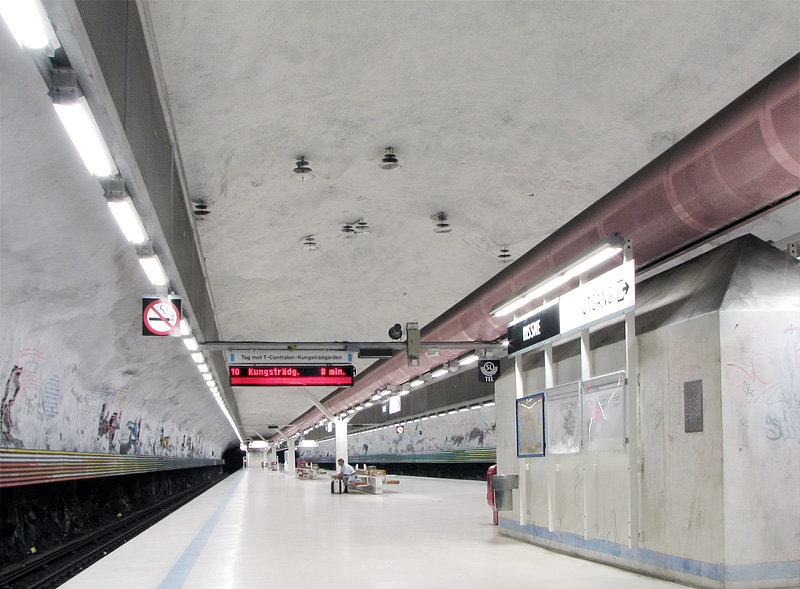
Stanice metra v Rissne
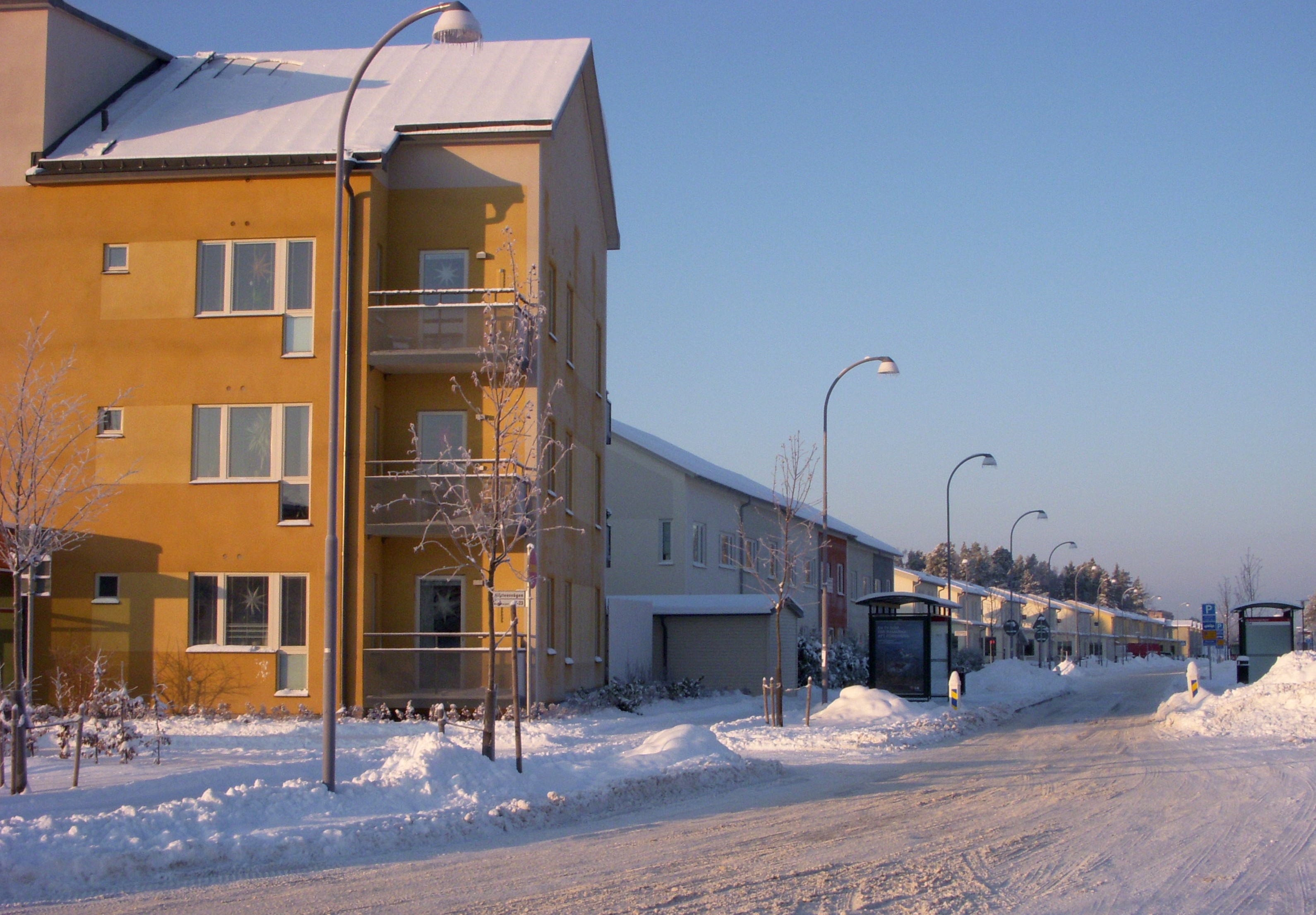
Rezidenční čtvrť v Stora Ursvik